# 倉野光生
倉野 光生（くらの みつお、1958年11月7日 - ）は、愛知県名古屋市出身の日本の高校野球指導者。

## 経歴
名古屋電気高等学校（愛知工業大学名電高等学校の前身）時代は、主将（1976年度）を務めていた。
愛知工業大学では捕手として明治神宮大会にも出場し卒業後、母校の愛工大名電高校のコーチに就任。コーチ時代には工藤公康や山﨑武司、イチローの指導に当たった。
1997年に、勇退した中村豪に代わって、同校のコーチから監督へ就任した。
堂上直倫らを率いて、2004年の第76回選抜高等学校野球大会（春）で準優勝、翌2005年の第77回選抜高等学校野球大会（春）で優勝を果たしている。この時は野球部マネージャーを務めていた自身の娘もベンチ入りしていた。
2022年の第104回全国高等学校野球選手権大会（夏）では、コーチ時代に工藤公康らを率いてベスト4になった1981年以来41年ぶりに、夏の甲子園で一大会2勝目をあげた。倉野が名電の監督に就任以降、夏の甲子園で一大会2勝以上したのは初めてのこと（同大会最終的には3勝、ベスト8）。

## 人物
- 趣味に登山や書道をあげている[2]。
- 倉野の妻は野球部監督に就任した頃から、野球部の寮母を務めている[4]。
- 2018年の第100回全国高等学校野球選手権記念大会で勝利をあげるまで、愛工大名電高校は夏の甲子園8連続初戦敗退を喫していた。これは北海高校に並ぶ最多タイ記録。そして、8連続のうち7試合は倉野が監督を務めた試合であり、監督の夏の初戦7連敗は単独の最多記録である。なお、前述の通りこの間も春の甲子園では圧倒の成績を残していた[5]。

## 甲子園成績
- 春:5回・12勝4敗
- 夏:11回・4勝11敗
- 通算：16回・16勝15敗

## 著名な教え子（コーチ時代も含む）
- 工藤公康
- 山本幸二
- 中村稔
- 高橋雅裕
- 安達俊也
- 山﨑武司
- 松久保新吾
- 伊藤栄祐
- 深谷篤
- イチロー
- 三輪敬司
- 石堂克利
- 鈴木亮
- 堂上剛裕
- 堂上直倫
- 丸山貴史
- 柴田亮輔
- 十亀剣
- 石田淳也
- 谷口雄也
- 柴田章吾
- 濱田達郎
- 東克樹
- 田村俊介
- 石見颯真